# توماس شواب
توماس شواب (انگلیسی: Thomas Schwab؛ زادهٔ ۲۰ آوریل ۱۹۶۲) لژسوار اهل آلمان است.که در اواخر دهه 1980 فعالیت میکرد. او به همراه ولفگانگ استودینگر در بازی‌های المپیک زمستانی 1988 در کالگری، به نمایندگی از آلمان غربی، مدال برنز مسابقات دونفره مردان را به دست آوردند.